# Uisko
Ej att förväxla med Uisko-klassens transportbåtar eller gränsbevakningsväsendets havspatrullfartyg Uisko, ibruktaget 1987.
Uisko var en finländsk kanonbåt som tjänstgjorde under andra världskriget. Fartyget var tidigare ett belgiskt fiskefartyg. Fartyget sänktes av sovjetiska flygplan den 19 juni 1943 i Finska viken, norr om Keri fyr.

## Fartyg av klassen
- Tursas
- Uisko